# Jakab Hunor
Jakab Hunor (1985. április 19. –) erdélyi magyar informatikus, egyetemi oktató.

## Életpályája
2007-ben informatika szakot végzett a kolozsvári Babeș–Bolyai Tudományegyetemen, ugyanott 2008-ban elvégezte az intelligens rendszerek mesterszakot. 2012-től tanársegéd a kolozsvári egyetem matematika és informatika karán, 2014-től adjunktus. 2012-ben doktorált Intelligent models for robotic behavior című tézisével.

## Munkássága
Szakterület: Gépi tanulás, Robotika

### Válogatott cikkei
- Hunor Jakab and Lehel Csató. Improving Gaussian process value func-tion approximation in policy gradient algorithms. In Timo Honkela, Wªodzisªaw Duch, Mark Girolami, and Samuel Kaski, editors, Artificial Neural Networks and Machine Learning - ICANN 2011, volume 6792 of Lecture Notes in Computer Science, pages 221-228. Springer, 2011
- Hunor Jakab and Lehel Csató. Reinforcement learning with guided policy search using gaussian processes. In The 2012 International Joint Conference on Neural Networks (IJCNN), Brisbane, Australia, June 10 15, 2012. IEEE, 2012
- Hunor Sandor Jakab and Lehel Csató. Novel feature selection and kernel-based value approximation method for reinforcement learning. In Valeri Mladenov, Petia D. Koprinkova-Hristova, Günther Palm, Alessandro E. P. Villa, Bruno Appollini, and Nikola Kasabov, editors, Artifcial Neural Networks and Machine Learning - ICANN, volume 8131 of Lecture Notes in Computer Science, pages 170-177. Springer, 2013
- HS Jakab, L Csató. Sparse Approximations to Value Functions in Reinforcement Learning, Artificial Neural Networks, 295-314, 2015.

## Külső hivatkozások
- A Babeş–Bolyai Tudományegyetem matematika és informatika karának honlapja